# José Mármol

José Mármol

José Mármol (n. 2 decembrie 1818 la Buenos Aires - d. august 1871 la Buenos Aires) a fost un jurnalist, politician și scriitor argentinian.
O perioadă aflat în emigrație, se întoarce în țară după moartea dictatorului Juan Manuel de Rosas.
A scris o poezie romantică pe tema eliberării de tiranie, într-o variată gamă afectivă, exprimată în versuri fluide, spontane, lucru vizibil în volumele Cantos del peregrino ("Cântecele peregrinului", 1847) și Armonías ("Armonii", 1851).
Romanul Amalia (1844) este unul dintre primele romane istorice ale literaturii argentiniene și combină realismul minuțios al descrierilor cu romantismul sentimental al situațiilor și al dialogurilor.